# 살쾡이자리
살쾡이자리(Lynx [ˈlɪŋks])는 북반구에 있는 별자리로, 요하네스 헤벨리우스가 제안했다. 그는 스라소니의 눈을 가진 사람만이 볼 수 있다고 해서 '링크스(Lynx)'라는 이름을 붙였고, 이것이 번역되면서 '살쾡이자리'로 바뀌었다.
동아시아의 별자리에서는 별자리의 일부가 성수의 '헌원' 별자리의 일부에 해당된다.

## 특징
큰곰자리와 마차부자리의 사이에 길쭉한 모양을 하고 있으며 밝은 별은 없다.

## 별과 천체
주목할 만한 어두운 천체(Deep sky object)로는 '성간 도보여행(NGC 2419)'이 있다. 이 천체는 구상성단으로, 거리는 30만 광년으로 구상성단으로서는 가장 멀리 떨어져 있다. 해당 거리에서는 탈출속도보다 큰 속도이지만, 우리은하 주위로 긴 타원형의 궤도를 그리며 공전하는 것으로 여겨진다.
PK 158+17.1이라는 큰 시지름의 행성상성운이 있다.

## 신화와 역사

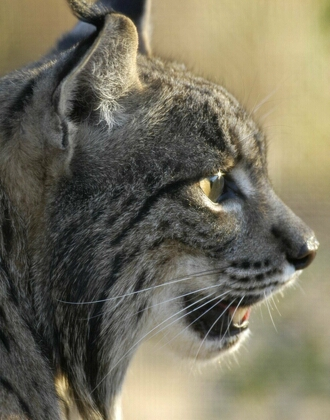
살쾡이(Lynx pardinus)

살쾡이자리는 매우 어두운 별자리여서, 17세기 이전까지는 주목되지 않았다. 17세기 이전의 관련된 신화도 없다. 요하네스 헤벨리우스가 이 별자리에 이름을 붙였다고 하는데, '살쾡이의 눈'처럼 시력이 좋아야만 알아볼 수 있다는 것이었다. 헤벨리우스는 별자리의 위치만을 표시했는데, 이는 그가 큰곰자리와 마차부자리 사이의 틈을 메우려 한 것이었다.

## 같이 보기
- 이리자리